# Charles Edward Grey
Sir Charles Edward Grey GCH (1785 – 1 de junio de 1865) fue un juez y gobernador colonial inglés.

## Biografía
Era el hijo menor de Ralph William Grey de Backworth House, Earsdon, Northumberland, y su esposa, Elizabeth, hija de Charles Brandling, diputado, de Gosforth House, Northumberland.  Grey estudió en Eton, luego en el University College de Oxford, donde se graduó en 1806, y fue elegido miembro del Oriel College de Oxford en 1808. 

Fue convocado al colegio de abogados en 1811 y nombrado comisionado de quiebras en 1817.
Trasladado a la India durante la Compañía Británica de las Indias Orientales, en 1820 fue nombrado juez del Tribunal Supremo de Madrás y nombrado caballero, cargo que ocupó hasta su traslado para ser presidente del Tribunal Supremo de Bengala, de 1825 a 1832.

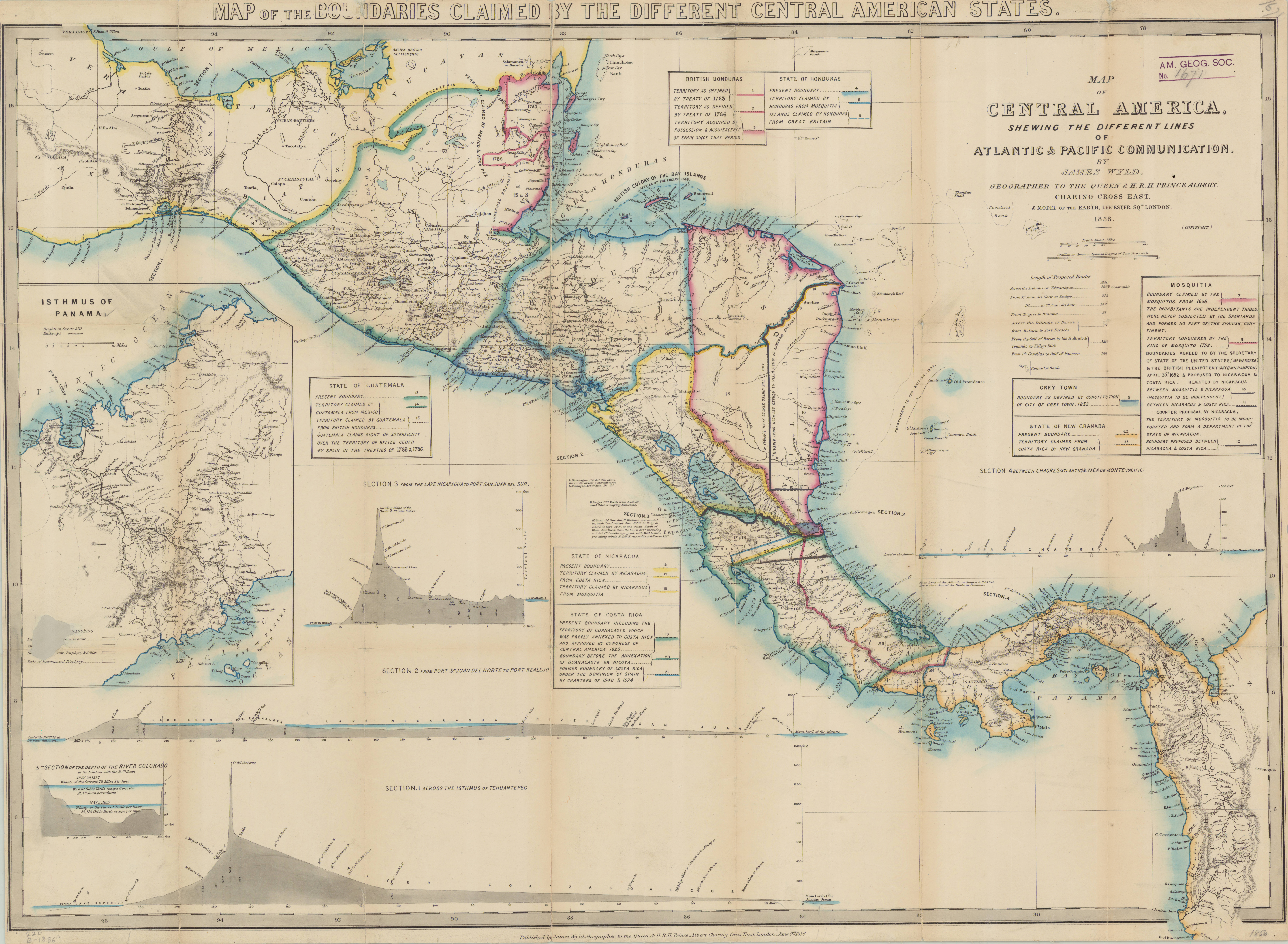
Mapa de los límites reclamados por los distintos Estados de Centroamérica, 1856.

En 1835, Grey fue nombrado Consejero Privado y recibió el título de Caballero de la Gran Cruz de la Real Orden Güelfica (GCH) en 1836.  Fue miembro electo del Parlamento por el distrito electoral de Tynemouth y North Shields de 1838 a 1841.
En 1841 fue nombrado Gobernador de la colonia de Barbados y las Islas de Barlovento británicas (abarcando Granada, Santa Lucía, San Vicente, las Granadinas y Tobago). En 1846 fue nombrado Gobernador de Jamaica, la más importante colonia británica en el Caribe. El 8 de diciembre de 1847, el rey George de Mosquitia expresó a su Consejo de Estado "la recepción verdaderamente regia que había recibido en Jamaica y el trato particularmente amistoso y amable que le había brindado el gobernador, su excelencia Sir Charles Grey", por lo cual se resolvió que la localidad situada en la desembocadura del río San Juan se llamara en adelante Grey Town. También, en 1850 promovió la creación de la colonia de Islas de la Bahía (actual departamento de Islas de la Bahía, en Honduras). La nueva colonia quedó bajo su jurisdicción como gobernador de Jamaica. La ocupación británica de ambos enclaves provocó un conflicto internacional con los EE. UU. por considerarse contrarios a los términos del tratado Clayton-Bulwer (1850).
En 1853 Grey obtuvo su retiro en Inglaterra. Posteriormente, los EE. UU. forzaron la entrega de Islas de La Bahía a Honduras por el Tratado de Comayagua (1859). Greytown fue devuelta a Nicaragua por el tratado de Managua (1860) y se aseguraron de que no volviera a ser ocupada por los británicos con el bombardearon Greytown (1854).
Grey murió en Tunbridge Wells en 1865 y fue enterrado en el cementerio de Kensal Green.

## Vida privada
En abril de 1821, antes de su partida a Madrás, se casó con Elizabeth (1801-1850), segunda hija del reverendo Sir Samuel Clarke Jervoise, Bt, de Idsworth Park, Hampshire. Tuvieron cuatro hijos y cuatro hijas.